# Curacoa Island
Curacoa Island är en ö i Australien. Den ligger i delstaten Queensland, omkring 1 200 kilometer nordväst om delstatshuvudstaden Brisbane. Arean är 5,1 kvadratkilometer. Den sträcker sig 4,0 kilometer i nord-sydlig riktning, och 3,2 kilometer i öst-västlig riktning.
Genomsnittlig årsnederbörd är 1 653 millimeter. Den regnigaste månaden är februari, med i genomsnitt 412 mm nederbörd, och den torraste är september, med 12 mm nederbörd.